# لورانس ستون
لورانس ستون (4 ديسمبر 1919 - 16 يونيو 1999) كان مؤرخًا إنجليزيًا لبريطانيا في الحقبة لحديثة المبكرة، بعد أن بدأ حياته المهنية كمؤرخ فني للفن الإنجليزي في العصور الوسطى. وهو معروف بعمله في الحرب الأهلية الإنجليزية وتاريخ الزواج والعائلات والأرستقراطية.

## السيرة الذاتية
ولد ستون في 4 ديسمبر 1919 في إبسوم، ساري، إنجلترا. تلقى تعليمه في مدرسة تشارترهاوس، وهي مدرسة عامة للبنين (أي مدرسة داخلية خاصة). درس لبعض الوقت في جامعة سوربون الفرنسية في باريس عام 1938 ثم درس التاريخ الحديث في كنيسة المسيح بأكسفورد من عام 1938 إلى عام 1940. توقفت دراسته الجامعية بسبب خدمته في الجيش خلال الحرب العالمية الثانية كملازم في احتياطي المتطوعين البحري الملكي. عاد إلى أكسفورد بعد التسريح في عام 1945، وبعد سنة أخرى من الدراسة، تخرج بدرجة بكالوريوس في الآداب الدرجة الأولى في عام 1946. تمت ترقية درجة البكالوريوس الخاصة به إلى درجة الماجستير في الآداب (MA Oxon) وفقًا لأنظمة الجامعة.
بعد تخرجه بقي في جامعة أكسفورد من عام 1946 إلى عام 1947، كان أحد الطلاب المنتسبين لأبحاث برايس (بالإنجليزية: Bryce Research)‏. ثم عمل محاضرًا في كلية أوكسفورد الجامعية بين عامي 1947 و1950. وفي عام 1950، تم انتخابه زميلاً في كلية وادهام في أكسفورد. وكان مدرسًا جامعيًا في تخصص التاريخ، ومن ثمة انتقل من تخصص تاريخ العصور الوسطى إلى تاريخ تيودور. لمدة عامين، من 1960 إلى 1961، كان أيضًا عضوًا في معهد الدراسات المتقدمة في برينستون، نيو جيرسي. تم انتخابه لعضوية الأكاديمية الأمريكية للفنون والعلوم عام 1968 والجمعية الفلسفية الأمريكية عام 1970.
في عام 1963، غادر ستون أكسفورد وانضم إلى جامعة برينستون كأستاذ للتاريخ. شغل منصب رئيس قسم التاريخ من عام 1967 إلى عام 1970، وفي عام 1968 أصبح المدير المؤسس لمركز ديفيس للدراسات التاريخية، الذي تم إنشاؤه لتعزيز الأساليب المبتكرة للبحث التاريخي. تقاعد في عام 1990.
توفي ستون في 16 يونيو 1999 في برينستون، نيو جيرسي، عن عمر 79 بعد معاناة مع مرض باركنسون .

## عاصفة على طبقة النبلاء
تخصص ستون في آداب العصور الوسطى، وكان كتابه الأول عبارة عن مجلد عن النحت في العصور الوسطى في بريطانيا لتاريخ الفن البجعي . لقد كان اختيارًا جريئًا من قبل محرر السلسلة نيكولاس بيفسنر، ولكن الكتاب لاقى استحسانًا.
كانت مقالة عام 1948 أول مشروع لستون في الدراسة الكمية لصعود طبقة النبلاء وتراجع الطبقة الأرستقراطية على غرار ما اقترحه معلمه آر إتش تاوني في عام 1941. وخلص إلى وجود أزمة اقتصادية كبيرة للنبلاء في القرنين السادس عشر والسابع عشر. شابت حجة ستون أخطاء منهجية وتعرض لهجوم شديد من هيو تريفور روبر وآخرين. على سبيل المثال، أظهر كريستوفر طومسون أن الدخل الحقيقي للنبلاء كان أعلى في عام 1602 من عام 1534 ونما بشكل كبير بحلول عام 1641. دخل العديد من العلماء الآخرين في المعركة وأصبح ما يسمى بالعاصفة على طبقة النبلاء موضوعًا رئيسيًا في التأريخ الإنجليزي لبعض الوقت.
لخص ستون في عام 1970 أسباب الثورة الإنجليزية من خلال التأكيد على ثلاثة عوامل: فشل الحكم الملكي في الحصول على جيش أو بيروقراطية؛ الصعود النسبي لطبقة النبلاء من حيث المكانة والثروة والتعليم والخبرة الإدارية وهوية المجموعة والثقة السياسية بالنفس؛ وانتشار البيوريتانية. يشير راب إلى أن "قلة من مؤرخي ستيوارت المعاصرين قد يجادلون مع تقييم ستون".

### تاريخ العائلة
انتقل ستون من دراسة الأهمية السياسية للعائلات إلى دراسة بنيتها الداخلية، مما ساعد على فتح مجال التاريخ الاجتماعي الجديد. في كتابه الأسرة والجنس والزواج في إنجلترا، 1500-1800 (1977) استخدم ستون الأساليب الكمية لدراسة الحياة الأسرية. لاقى الكتاب استحسانا كبيرا. كتب كيث توماس في ملحق التايمز الأدبي أنه "الكتاب الأكثر طموحًا للبروفيسور ستون حتى الآن، على الرغم من أنه يأتي بقلم مؤرخ أنتج حتى الآن حوالي 3000 صفحة في كتبه. يعد لورانس ستون أحد أكثر الشخصيات تنشيطًا في المشهد التاريخي المعاصر، وكتابه الجديد يُظهر العمل سماته المعتادة: القراءة النهمة، والقدرة المذهلة على التأليف، والقدرة على كتابة نثر حيوي ومثير للاهتمام باستمرار... لقد قدم مخططًا لا غنى عنه للمناظر الطبيعية التي سيستغرق استكشافها جيلًا آخر على الأقل من المؤرخين مع أي شخص آخر. وفي الواقع، فإن كتاب "الأسرة والجنس والزواج" يذكرنا بإحدى تلك الخرائط الرائدة في عصر الاكتشافات. قال جيه إتش بلامب في مجلة نيويورك ريفيو أوف بوكس: "البروفيسور ستون يثير قضايا ضخمة، ويحلها بشكل استفزازي، ويدعم حلوله بالكثير من الرسوم التوضيحية". قال جوزيف كيت، في مراجعته للكتاب في نيويورك تايمز، "إن النتيجة واسعة النطاق في الموضوع، وشاملة في البحث ومع مجموعة من الشخصيات التي لا يمكن إحصاؤها، وهي حرب حقيقية وسلام في التاريخ الاجتماعي. حقًا، هذه منحة دراسية على نطاق واسع ".
وقد تم تأهيل بعض اقتراحاته من قبل المؤرخين. إن اقتراح ستون بأن "الفردية العاطفية" لم تصبح سمة واسعة النطاق للزواج حتى القرن الثامن عشر، كان موضع تساؤل من قبل علماء العصور الوسطى الذين أشاروا إلى أدلة على الزواج عن حب قبل عام 1700. ومع ذلك، لم يكن موقف ستون أبدًا هو أن الحب في الزواج لم يكن موجودًا قبل القرن الثامن عشر، ولم يذكر كتابه ذلك في الواقع.
كان ستون من كبار المدافعين عن التاريخ الاجتماعي الجديد، الذي يستخدم أساليب العلوم الاجتماعية لدراسة التاريخ وتوسيع هدف الدراسة ليشمل مجموعات أكبر وأكبر من السكان. يرى ستون أن استخدام الأساليب الكمية لتجميع البيانات يمكن أن يؤدي إلى تعميمات مفيدة حول فترات زمنية مختلفة. ومع ذلك، لم يجادل ستون أبدًا لصالح إنشاء "قوانين" للتاريخ على طريقة كارل ماركس أو أرنولد جيه توينبي. ومن وجهة نظر ستون، فإن أقصى ما يمكن فعله هو خلق تعميمات حول قرن معين وليس أكثر. كان ستون مهتمًا جدًا بدراسة عقلية الناس في أوائل العصر الحديث على غرار مدرسة الحوليات، ولكن ستون رفض نظريات فرناند بروديل الجغرافية باعتبارها مفرطة في التبسيط. وعلى نفس المنوال، كان ستون مغرمًا جدًا بالجمع بين التاريخ والأنثروبولوجيا وتقديم "وصف مكثف" على طريقة كليفورد جيرتز.

## التاريخ الروائي
وفقًا لستون، فإن السرد هو الأداة البلاغية الرئيسية التي استخدمها المؤرخون تقليديًا. في عام 1979، في الوقت الذي كان فيه الجيل السابق من التاريخ الاجتماعي يتطلب نموذجًا للتحليل في العلوم الاجتماعية، اكتشف ستون أسلوبًا جديداً في تأريخ السرد. عرّف ستون السرد على النحو التالي: إن السرد منظم ترتيبًا زمنيًا؛ فهو يركز على قصة واحدة متماسكة؛ فهو وصفي وليس تحليلي؛ فالسرد يهتم بالناس وليس بالظروف المجردة؛ ويتعامل مع الخاص والمحدد وليس الجماعي والإحصائي. وذكر أيضًا أن "الكثير من" المؤرخين الجدد "يحاولون الآن اكتشاف ما كان يدور داخل رؤوس الناس في الماضي، وكيف كان العيش في الماضي، وهي أسئلة تؤدي حتماً إلى استخدام السرد."
كانت منهجية ستون مثيرة للجدل إلى حد ما.
كانت أطروحة ستون المفترضة بأن النخبة السياسية البريطانية "منغلقة" نسبيًا أمام الأعضاء الجدد مقبولة على نطاق واسع وانتشرت في أعمال مثل مسح سيمون شاما للثورة الفرنسية، المواطنون: تاريخ الثورة الفرنسية. لقد تم تحديها مؤخرًا من قبل إليس واسون في كتابه "ولد ليحكم: النخب السياسية البريطانية" (2000) والذي يرى أن الطبقة الحاكمة كانت مفتوحة لأعضاء جدد طوال الفترة الحديثة المبكرة. في الواقع، لم يجادل ستون أبدًا في عكس ذلك، ويبدو أن الاختلاف كان في الدرجة.

## الاعمال
- النحت في بريطانيا: العصور الوسطى، 1955 (الطبعة الثانية 1972)، كتب البطريق (الآن تاريخ الفن في جامعة ييل)
- الإليزابيثي: السير هوراشيو بالافيتشينو (1956)
- أزمة الطبقة الأرستقراطية، 1558-1641 (1965)
- أسباب الثورة الإنجليزية، 1529-1642' (1972)
- الأسرة والثروة: دراسات في التمويل الأرستقراطي في القرنين السادس عشر والسابع عشر (1973)
- “الثورات الحديثة المبكرة: تبادل: أسباب الثورة الإنجليزية، 1529-1642: رد،” مجلة التاريخ الحديث المجلد. 46، العدد 1، مارس 1974
- الأسرة والجنس والزواج في إنجلترا، 1500-1800 (1977)
- "إحياء السرد: تأملات في تاريخ قديم جديد،" الماضي والحاضر 85 (نوفمبر 1979) الصفحات من 3 إلى 24
- الماضي والحاضر (1981)
- نخبة مفتوحة؟ إنجلترا 1540-1880 (1984) مع جين سي فوتير ستون
- الطريق إلى الطلاق: إنجلترا، 1530-1987 (1990)
- النقابات غير المؤكدة: الزواج في إنجلترا، 1660-1753 (1992)
- حياة مكسورة: الانفصال والطلاق في إنجلترا، 1660-1857 (1993)
- دولة إمبراطورية في حالة حرب: بريطانيا من 1689 إلى 1815 (1994) محرر

## قراءات أخرى
- بيير، AL. كاندين، ديفيد وروزنهايم، جيمس (المحررين) المجتمع الحديث الأول: مقالات في تاريخ اللغة الإنجليزية تكريما لورانس ستون كامبريدج، مطبعة جامعة كامبريدج، 1989.
- بيرلاتسكي، جويل “لورانس ستون: العلوم الاجتماعية والتاريخ” من المؤرخين المعاصرين لبريطانيا العظمى: مقالات عن جيل ما بعد عام 1945 حرره والتر ل. أرنشتاين، (أميس: مطبعة جامعة ولاية آيوا، 1990)
- كولمان، دي سي تاريخ “جدل النبلاء” (1966) المجلد 51، الصفحات من 165 إلى 178
- ديفيز، CSL "لورانس ستون" التاريخ اليوم (1999) المجلد 49، العدد رقم 9، الصفحات 2-3
- هوكينز، مايكل. "لورنس ستون والتاريخ متعدد التخصصات" في ويليام لامونت، أد. الخلافات التاريخية والمؤرخون (1998) ص 119-32
- هيكستر، جيه إتش عن المؤرخين: إعادة تقييم لبعض صناع التاريخ الحديث ، كامبريدج، ماساتشوستس: مطبعة جامعة هارفارد، 1979.
- هيملفارب، جيرترود التاريخ الجديد والقديم ، كامبريدج، ماساتشوستس: مطبعة جامعة هارفارد، 1987.
- إريك هوبزباوم “إحياء السرد: بعض التعليقات” الماضي والحاضر ، (1980) المجلد 86، 1980. الصفحات 3-8
- كينيون، جون رجال التاريخ: المهنة التاريخية في إنجلترا منذ عصر النهضة ، لندن: فايدنفيلد ونيكلسون، 1983.

## روابط خارجية
- قاموس مؤرخي الفن